# Lester (Iowa)
Lester es una ciudad ubicada en el condado de Lyon, Iowa, Estados Unidos. Tiene una población estimada, a mediados de 2021, de 301 habitantes.

## Geografía
La localidad está ubicada en las coordenadas 43°26′25″N 96°19′53″O / 43.44028, -96.33139. Según la Oficina del Censo de los Estados Unidos, tiene una superficie de 4.73 km², correspondientes en su totalidad a tierra firme.

## Demografía
Según el censo de 2020, en ese momento había 296 personas residiendo en la localidad. La densidad de población era de 62.58 hab./km². El 90.9% de los habitantes eran blancos, el 0.7% eran afroamericanos, el 0.7% eran isleños del Pacífico, el 5.7% eran de otras razas y el 2.0% eran de una mezcla de razas. Del total de la población, el 9.8% eran hispanos o latinos de cualquier raza.